# Civiasco
Civiasco là một đô thị ở tỉnh Vercelli trong vùng Piedmont thuộc Ý, có cự ly khoảng 90 km về phía đông bắc của Torino và khoảng 50 km về phia bắc của Vercelli. Tại thời điểm ngày 31 tháng 12 năm 2004, đô thị này có dân số 264 người và diện tích là 7,3 km².
Civiasco giáp các đô thị: Arola, Cesara, Madonna del Sasso, và Varallo Sesia.